# Pascal Desarzens
Pour les articles homonymes, voir Desarzens.
Pascal Desarzens, né le 17 juillet 1963 à Lausanne, est un violoncelliste et compositeur-interprète vaudois.

## Biographie
Pascal Desarzens a suivi des études musicales dans les Conservatoires de Lausanne et Zurich, puis à la Hochschule für Musik de Cologne, avec comme professeurs Willy Hauer, Claude Starck, Boris Pergamenschikow, ainsi que le Quatuor Amadeus pour la musique de chambre.
Son attirance pour la musique de chambre l'a conduit très tôt au travail en petits groupes. Il fonde ainsi le Trio A Piacere qui se produit depuis 1990 en Suisse et à l'étranger, notamment en Chine, pour une tournée de huit concerts. Ce trio a enregistré un CD en 1997 et a participé à un spectacle mis en scène par François Rochaix. Il a joué comme violoncelle solo entre 1985 et 2000, avec le Sinfonietta de Lausanne, l’orchestre des pays de Savoie, Michel Corboz et diverses formations suisses comme l'Orchestre des rencontres musicales de Lausanne. 
Il est régulièrement invité comme violoncelle solo par des orchestres suisses et étrangers et travaille aussi occasionnellement avec l'Orchestre de la Suisse romande. Il explore également de nouveaux horizons, et s'associe à d'autres artistes plus proches des milieux du théâtre ou de la danse. Dans ce cadre, il a ainsi écrit la musique de spectacles musicaux comme « Nostalgia dell'Avvenire » en 1999 - 2000, "Bakakaï" en 2001. La même année, il a composé la musique d'une chorégraphie de Philippe Saire Les Affluents. En 2002, il imagine Graves Tendresses, un concert avec des musiques originales pour clarinette basse, deux violoncelles et contrebasse qu'il donne une dizaine de fois en Suisse romande. En 2003, ce titre est repris comme nom pour cet ensemble avec lequel il crée un nouveau concert intitulé « Souple Roche » qui a été représenté une quinzaine de fois. Des CD de ces deux productions ont été enregistrés.
Pascal Desarzens enseigne aujourd'hui au Conservatoire de Neuchâtel et organise des stages de musique de chambre en parallèle à cette activité. Il appartient également à l'« EnsemBle baBel », un collectif de musiciens romands qui souhaite présenter au public une nouvelle manière d'associer la pratique de la musique ancienne et de la musique contemporaine avec une recherche plus personnelle, proche de l'improvisation musicale.

## Sources
- « Pascal Desarzens », sur la base de données des personnalités vaudoises sur la plateforme « Patrinum » de la Bibliothèque cantonale et universitaire de Lausanne.